# Lamezia Terme
Lamezia Terme (pron.: Lamèția Terme) este un oraș cu 70.261 de locuitori în provincia Catanzaro, în regiunea Calabria (Italia).

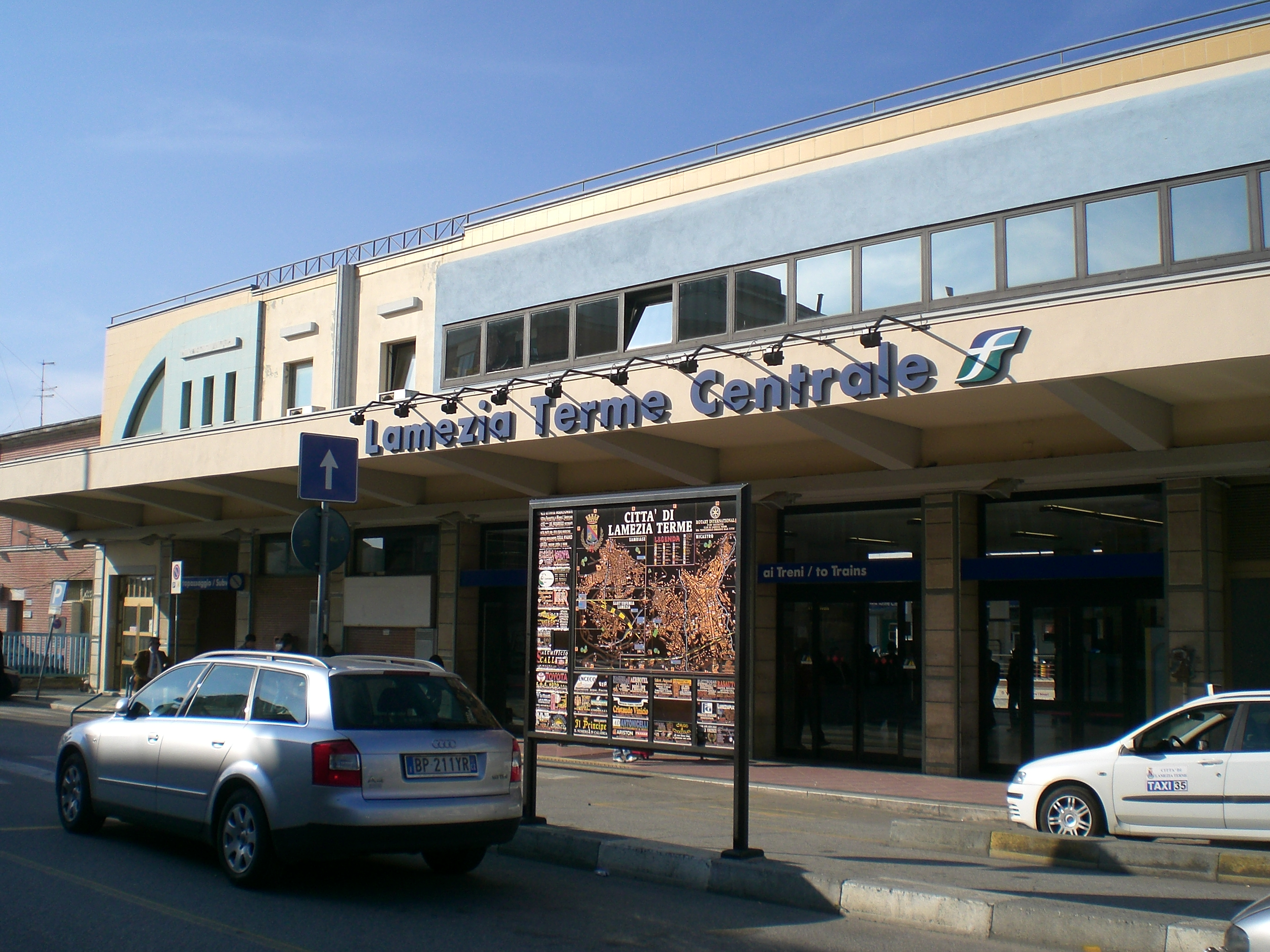
Gara Lamezia Terme Centrale

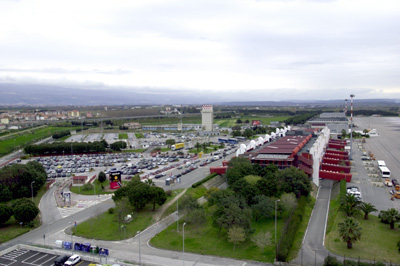
Aeroportul Lamezia Terme "Sant'Eufemia" (IATA: SUF, ICAO: LICA)

## Populație străină
În ziua 31 decembrie 2010 cetățenii străini residenți erau 3.318 de oameni (4,65% din populație).
Naționalitățiile cu mai mult de 100 de unități erau:
- Maroc 1.000 (1,40% din populația totală; 30,13% din cetățenii străini rezidenți)
- România 919 (1,28% din populația totală; 27,69% din cetățenii străini rezidenți)
- Ucraina 511 (0,71%)
- China 237 (0,33%)
- Polonia 123 (0,17%)

## Demografie
Lamezia Terme - evoluția demografică

|  | Graficele sunt indisponibile din cauza unor probleme tehnice. Mai multe informații se găsesc la Phabricator și la wiki-ul MediaWiki. |

Date: Recensăminte sau birourile de statistică - grafică realizată de Wikipedia